# Kilis
Kilis  es una ciudad y distrito situada al sureste de Turquía, capital de la provincia de Kilis. Tiene una población de 93266 habitantes.

## Geografía
La frontera con Siria se encuentra a 5 km al sur y la ciudad de Gaziantep está a 60 km al norte. Hasta 1996, Kilis fue un distrito de la provincia de Gaziantep hasta que Tansu Çiller la convirtió en provincia tras las elecciones de 1995.

## Kilis en la actualidad
Kilis es una pequeña ciudad con ambiente rural. El tráfico consiste sobre todo en gente joven en moto. La población de la ciudad era de 20.000 personas en 1927, 45.000 en 1970, 60.000 en 1980, 85.000 en 1990, 77.706 en 2007 y 93.266 en 2015. 
Al encontrarse próxima a la frontera, Kilis ha sido conocida durante mucho tiempo por el contrabando y el tráfico de drogas. Aunque actualmente se ha reducido, aún se puede comprar tabaco, bebidas alcohólicas y electrodomésticos en efectivo a bajo precio.
La gastronomía local es una mezcla de platos turcos y árabes; es conocido el kebab local, los panes, el baklava y las verduras rellenas.

## Lugares de interés
Los principales lugares de la ciudad incluyen diferentes mezquitas del periodo otomano y casas de piedra con patios y elaborados muebles de madera.